# Britannia High
Britannia High è una serie televisiva musical trasmessa nel 2008 sulla rete televisiva britannica ITV. È ambientata in una scuola di danza e parla delle vite di Danny, Lauren, Claudine, BB, Jez e Lola, un gruppo di giovani affiatati che condividono gli stessi sogni e le stesse ambizioni.

## Personaggi
- Mitch Hewer è Danny, talentuoso a 360 gradi.
- Rana Roy è Lola, è una ballerina un po' eccentrica. Il suo carisma e la sua semplicità la rendono popolare nella scuola.
- Georgina Hagen è Lauren, arriva da una famiglia unita e da un paese un po' sperduto. Inizialmente si sente persa nella scuola, sembrano tutti migliori di lei, ma presto si accorge che non bisogna mai arrendersi. La sua punta di diamante è il canto.
- Sapphire Elia è Claudine, la ragazza con il business nelle vene. Vuole arrivare al top e farà di tutto per arrivarci, ma ciò non vuol dire che non sia fragile.
- Marcquelle Ward è BB, si considera il nuovo Jamie Foxx dell'UK. È il rappettaro della scuola, il più maturo e avanti della classe.
- Matthew James Thomas è Jez, è molto intelligente ed ha un innato spirito e umorismo in sé. La witty person della scuola. Canta e scrive le sue canzoni.
- Adam Garcia è Stefan, l'insegnante di danza.
- Mark Benton è Mr. Nugent, il mentore degli studenti. Tiene d'occhio le classi e gestisce le audizioni.

## Messa in onda
La prima stagione è composta da nove episodi della durata di 60 minuti. Prima della première, il network ha trasmesso due speciali da sessanta minuti sul casting della nuova serie. Il primo episodio è stato reso disponibile il 17 ottobre 2008 sul sito di ITV per una intera settimana. Inoltre prima del pilot e del secondo episodio sono stati trasmessi altri due special.
In Italia la serie andava in onda in anteprima dal 9 maggio 2009, ogni sabato e domenica su RaiSat Smash Girls, canale 610 di Sky, alle ore 12.45, 16.50, 20.50.

## Episodi
| Stagione       | Episodi | Prima TV originale | Prima TV Italia |
| -------------- | ------- | ------------------ | --------------- |
| Prima stagione | 9       | 2008               | 2009            |

## Musica
La sigla è Start of Something ideata da Gary Barlow, leader dei Take That, e interpretata dal cast al completo.
La colonna sonora di Britannia High è stata pubblicata il 17 novembre 2008 e include 18 canzoni dello show.

### Tracce
1. Cast - "Start Of Something"
2. Danny - "Missing Person"
3. Lauren - "Best Of Me"
4. Lauren and Claudine - "Watch This Space"
5. Claudine and Danny - "Growing Pains"
6. Jez and Lauren - "What Good Is Love"
7. Lauren - "So High"
8. Jez - "Wake Up"
9. Lola - "Body To Body"
10. BB - "The Things That We Don't Say"
11. Jez - "Proud"
12. BB and Jez - "Fight Song"
13. Claudine - "Do It All Over Again"
14. Lola, Lauren and Claudine - "Picking Up The Pieces"
15. BB - "Confessions"
16. Cast - "Without You"
17. Jez - "Weight Of The World"
18. Danny and Lauren - "Changing Man"

## Edizioni home video
I primi quattro episodi sono disponibili in DVD dal 17 novembre 2008, mentre altri cinque sono stati pubblicati a gennaio 2009.